# Erik Lundqvist
Erik Hjalmar Lundqvist, né le 29 juin 1908 à Grängesberg et décédé le 7 janvier 1963 dans la même ville, est un athlète suédois spécialiste du lancer du javelot.

## Biographie
Âgé de 20 ans seulement, Lundqvist remporte la finale des Jeux olympiques de 1928 d'Amsterdam en établissant un nouveau record olympique avec 66,60 m. Le 15 août 1928, il devient le premier athlète à lancer le javelot au-delà de la marque des 70 m, établissant avec 71,01 m un nouveau record du monde.  
Après son incroyable saison 1928, il souffre de plusieurs maladies et blessures qui nuisent à sa carrière sportive. Il parvient cependant à établir un nouveau record personnel en 1936 en envoyant son javelot à 71,16 m. Il met un terme à sa carrière sportive en 1945.  
En dehors de l'athlétisme, il travaille comme peintre en bâtiment à Grängesberg. Ce métier lui vaudra son surnom Målarn, en français le Peintre. 

## Palmarès
| Date | Compétition     | Lieu      | Résultat | Épreuve           | Marque  |
| ---- | --------------- | --------- | -------- | ----------------- | ------- |
| 1928 | Jeux olympiques | Amsterdam | 1er      | Lancer du javelot | 66,60 m |

## Records
| Épreuve           | Marque  | Lieu         | Date           |
| ----------------- | ------- | ------------ | -------------- |
| Lancer du javelot | 71,16 m | Smedjebacken | 4 octobre 1936 |